# مقصدهای پروازی مریدیانا
این مقاله مربوط به مقصدهای پروازی مریدیانا است (۱ سپتامبر ۲۰۱۴ میلادی).

مقصدهای پروازی مریدیانا.

## مقصدهای بین‌المللی
| [Hub]     | قطب شرکت هواپیمایی |
| [Focus]   | فرودگاه کانونی     |
| [F]       | مقصد آینده         |
| [S]       | فصلی               |
| [charter] | چارتر فصلی         |
| [T]       | مقصد متوقف‌شده      |